# کاتاریننبرگ
کاتاریننبرگ (به آلمانی: Katharinenberg) یک منطقهٔ مسکونی در آلمان است که در Südeichsfeld واقع شده‌است. کاتاریننبرگ ۲٬۹۹۲ نفر جمعیت دارد.